# Gérard Bitton
Pour les articles homonymes, voir Bitton.
Gérard Bitton, né le 9 octobre 1961 à Paris, est un réalisateur et scénariste français. Il coréalise ses films avec Michel Munz.

## Biographie et carrière
Après un DEA de philosophie morale et politique, Gérard Bitton scénarise de nombreuses séries télévisées dont Les Compagnons de l'aventure, Extrême Limite et Crimes en série. La saga La Vérité si je mens !, qu'il coécrit avec Michel Munz, lui ouvre les portes du cinéma et par la même occasion celles du succès. Deux ans plus tard, il saute, avec son fidèle complice, le cap de la réalisation en signant le long Ah ! si j'étais riche. Suivront dans la même veine Le Cactus (2005), dont Clovis Cornillac et Pascal Elbé se partagent l'affiche, puis Erreur de la banque en votre faveur (2009), une autre comédie à tandem interprétée cette fois-ci par Gérard Lanvin et Jean-Pierre Darroussin.

## Filmographie
Sauf indication contraire, les informations mentionnées dans cette section peuvent être confirmées par la base de données cinématographiques IMDb,  présente dans la section « Liens externes ».

### Réalisateur
- 2002 : Ah ! si j'étais riche (coréalisé avec Michel Munz)
- 2005 : Le Cactus (coréalisé avec Michel Munz)
- 2009 : Erreur de la banque en votre faveur (coréalisé avec Michel Munz)
- 2019 : La Vérité si je mens ! Les débuts (coréalisé avec Michel Munz)

### Scénariste
- 1988 : Salut les homards (série TV)
- 1993 : Fantômette (série TV) - 2 épisodes
- 1993 : Seconde B (série TV) - 1 épisode
- 1995 : L'amour en prime (TV) de Patrick Volson
- 1997 : La Vérité si je mens ! de Thomas Gilou
- 1998 : Crimes en série (série TV) (idée originale)
- 2001 : La Vérité si je mens ! 2 de Thomas Gilou
- 2002 : Ah ! si j'étais riche de lui-même et Michel Munz
- 2005 : Le Cactus de lui-même et Michel Munz
- 2009 : Erreur de la banque en votre faveur de lui-même et Michel Munz
- 2012 : La Vérité si je mens ! 3 de Thomas Gilou
- 2019 : La Vérité si je mens ! Les débuts de lui-même et Michel Munz

## Théâtre
- 2010 : Le Gai Mariage de Gérard Bitton et Michel Munz, mise en scène José Paul et Agnès Boury, Théâtre des Nouveautés